# HMAS Huon (M 82)
Le HMAS Huon (M 82), est le leader des six chasseurs de mines côtiers (MHC) de classe Huon de la marine royale australienne. Il porte le nom du fleuve Huon en Tasmanie.
Il est stationné à la Base navale de Waterhen dans la banlieue de Sydney.

### Note et référence
- (en) Cet article est partiellement ou en totalité issu de l’article de Wikipédia en anglais intitulé « HMAS Huon (M 82) » (voir la liste des auteurs).